# Ничипоренко, Алексей Николаевич
Алексей Николаевич Ничипоренко (14 февраля 1966, Ленинград) — советский и российский предприниматель, руководитель ряда предприятий в отрасли связи.

## Биография
В 1988 году окончил Ленинградское высшее инженерное морское училище им. адмирала С. О. Макарова по специальности «инженер». После окончания перешёл на работу в ЦНИИ Морского флота, где работал с 1988 по 1992 год.
С 1994 (1995) года пришёл на работу в ЗАО «Северо-западный GSM», работал там до 2000 года, в период работы обучался в Санкт-Петербургском международном институте менеджмента, окончил его в 1999 году. В рамках предприятия занимал должности специалиста группы технической эксплуатации, начальника сектора технического отдела, заместителя технического директора, директора по развитию.
После работы в основной компании некоторое время работал в дочерних и подконтрольных предприятиях. В 2000—2001 годах перешёл в компанию-оператора фиксированной связи ОАО «Телекоминвест».
Эта новая должность была связана с консолидацией региональных активов Северо-Западного GSM для последующего вывода этих активов в отдельную структуру, которая работала под торговой маркой «МегаФон».
Одновременно был членом Совета директоров «Мобиком-Кавказ». При нём была создана полноценная инфраструктура предприятия в регионе: было построено 50 базовых станций в Ростовской области, 50 в Ставропольском крае и 100 в Краснодарском крае. Сеть строилась на трёх коммутаторах по 90 000 телефонных номеров. Эта инфраструктура сразу же стала востребованной, так как взяла на себя большую часть абонентов, находящихся в роуминге. В 2001—2002 (2004) годах стал генеральным директором московского оператора Sonic Duo (позже Sonic Duo был поглощён «МегаФон»).
В 2002—2008 годах снова работал в материнской компании, с ноября 2002 по октябрь 2004 был заместителем генерального директора ОАО «МегаФон» по технике и развитию.
С октября 2004 по июнь 2009 года перешёл на должность 1-го заместителя генерального директора ОАО «Мегафон» по международной деятельности.
В период с февраля 2008 по июнь 2009 года занимал должность генерального директора созданной компании MegaFon International, которая занимается международной деятельностью «Мегафон».
В 2009 году покинул компанию и перешёл в ОАО «Связьинвест», с июля 2009 по июль 2010 года был советником генерального директора.
С июля 2010 года перешёл на должность 1-го заместителя генерального директора ОАО «Ростелеком».
В начале 2011 года занимался работой над созданием сети 4G (LTE) на полученных компанией частотах 2,3—2,4 ГГц в 38 регионах страны. Создание сети было осложнено отсутствием согласования со стороны Минобороны.
26 ноября 2011 года было сообщено, что Алексей Ничипоренко вошёл в Совет директоров дочерних компаний Скайлинка — «Московская сотовая связь» и «Дельта Телеком». 
В январе 2012 года был выведен из состава правления ОАО «Ростелеком».
Семейное положение: женат.